# Артамонов, Николай Дмитриевич
Никола́й Дми́триевич Артамо́нов (1840—1918) — генерал от инфантерии, геодезист и картограф, начальник Военно-топографического училища, начальник Корпуса военных топографов (1903—1911), член Русского астрономического общества с 1890 года (с 1909 — почётный член общества. Принимал активное участие в работе Русского географического общества (в составе ревизионной комиссии и в комиссии по присуждению медалей), с 1912 по 1917 год — помощник председателя РГО, а с 1917 года — почётный член общества.

## Биография
Родился 26 октября (7 ноября) 1840 года; происходил из дворян Московской губернии, сын обер-офицера. Рано потерял отца и был определён в малолетнее отделение Императорского воспитательного дома в Москве. Образование получил в Александровском сиротском кадетском корпусе и после основной программы прошёл дополнительный курс наук в специальном отделении корпуса.
Был выпущен (с занесением его имени на мраморную доску) 16 июня 1858 года прапорщиком в 3-й гренадерский сапёрный батальон; 16 июня 1859 года произведён в поручики.
В 1859 году сдал вступительные экзамены в Николаевскую инженерную академию, но, наряду с несколькими слушателями подал рапорт об увольнении. Произведённый 20 апреля 1862 года в штабс-капитаны в том же году он поступил на геодезическое отделение Николаевской академии Генерального штаба, которую окончил в 1864 году по 1-му разряду с малой серебряной медалью. За отличные успехи в науках 6 ноября 1864 года был произведён в капитаны; 6 ноября 1865 года Артамонов был переименован в штабс-капитаны Генерального штаба с назначением состоять при Военно-топографическом отделении Главного Штаба. Здесь он принимал участие в составлении «Военно-статистического описания Российской империи» и неоднократно выезжал на проведение топографических съёмок в различные губернии России, причём в июне 1866 года был командирован для продолжения русского измерения градусной дуги от Измаила до острова Кандии. 
Произведённый 16 апреля 1867 года в капитаны Артамонов был командирован в Болгарию для проведения тригонометрических съёмок; 20 апреля 1869 года был назначен начальником межевого отделения при Хозяйственном правлении Оренбургского казачьего войска.
17 апреля 1870 года был произведён в подполковники и 26 апреля вновь назначен состоять при Военно-топографическом отделении Главного Штаба. В 1871 году появился первый печатный труд Артамонова — «Астрономические определения в Европейской Турции в 1867 и 1869 гг.» («Записки Военно-топографического отделения Главного штаба». — 1871. — Ч. 32). Затем последовал целый ряд специальных статей в военных журналах («Вычисление площадей по планам и картам» // «Инженерный журнал». — 1873. — № 2; «О результатах измерения базиса по проволоке в июне 1873 г.» // «Инженерный журнал». — 1873. — № 9; «Планиметрия Амслера» // «Инженерный журнал». — 1875. — № 5; «О военных съёмках» // «Военный сборник». — 1875. — № 8). В 1876 году он закончил издание 17-листной карты Европейской Турции в 10-вёрстном масштабе и карты высот в 30-вёрстном масштабе. И в том же году, по избранию великого князя Николая Николаевича Старшего, он прочитал во дворце его высочества ряд публичных лекций, посвящённых обзору турецкого театра войны. Вслед за этим Артамонов составил особую записку о способах ведения военных действий на Балканском полуострове и напечатал в «Русском инвалиде» ряд статей о сербско-турецкой войне.
В 1872 году преподавал геодезию Петербургском технологическом институте.
8 апреля 1873 года Артамонов получил чин полковника и назначен на должность штаб-офицера заведующего обучающимися в Николаевской академии Генерального штаба офицерами.
2 ноября 1876 года, незадолго до начала Русско-турецкой войны, Артамонов был назначен штаб-офицером над вожатыми в полевом штабе действующей армии. Здесь он занимался организацией агентурной разведки в Болгарии, поисками проводников и переводчиков для штабов отдельных отрядов. В разгар войны, 30 октября 1877 года, он был назначен исправляющим дела начальника военно-топографического отделения полевого штаба действующей армии.
По окончании военных действий и расформировании армии Артамонов вернулся в Академию Генерального штаба на должность наблюдающего штаб-офицера и параллельно редактировал карты при Военно-топографическом отделении. В 1879 года он вошёл в состав членов Военно-исторической комиссии по описанию войны 1877—1878 годов.
15 марта 1883 года Артамонов был произведён в генерал-майоры. 6 марта 1886 года он был назначен начальником Военно-топографического училища, которое возглавлял в течение семнадцати лет. 30 августа 1894 года произведён в генерал-лейтенанты. 13 февраля 1901 года был избран членом Военно-учёного комитета Главного штаба. 11 марта 1903 года назначен начальником Военно-топографического управления Главного штаба. 6 декабря 1906 года произведён в генералы от инфантерии.
С 3 апреля 1911 года Николай Дмитриевич Артамонов стал членом Военного совета.
Также Артамонов являлся помощником председателя Императорского русского географического общества (почётный член с 1917 года), почётным членом Русского астрономического общества (с 1909 года). Был делегатом на общих конференциях геодезического союза в Австро-Венгрии (1906) и в Кембридже (1909).
После Октябрьской революции Артамонов остался в Петрограде и в марте 1918 года подал прошение об увольнении от службы с назначением пенсии, которая была назначена 22 июня 1918 года. В том же 1918 году Николай Дмитриевич Артамонов скончался и был похоронен в Петрограде. 16 сентября 2006 года прах его и его жены перенесён на Пятницкое кладбище Москвы.
После себя Артамонов оставил значительное число трудов по географии и геодезии, его архив хранится в Российском географическом обществе.

## Награды
Среди прочих наград Артамонов имел ордена:
- Орден Святой Анны 3-й степени (1868 год)
- Орден Святого Станислава 2-й степени (1872 год)
- Орден Святой Анны 2-й степени (1876 год)
- Орден Святого Владимира 3-й степени с мечами (1877 год)
- Орден Святого Станислава 1-й степени (1886 год)
- Орден Святой Анны 1-й степени (1889 год)
- Орден Святого Владимира 2-й степени (1896 год)
- Орден Белого Орла (1901 год)
- Орден Святого Александра Невского (6 декабря 1904 года, алмазные знаки к этому ордену пожалованы 6 декабря 1911 года)
- Орден Святого Владимира 1-й степени (22 марта 1915 года)

## Семья
Женился 28 апреля 1868 года на дочери М. И. Пчельникова Евгении (1848—?). Их сын — Н. Н. Артамонов (1872—1937).